# Отер Лејк (Мичиген)
Отер Лејк (енгл. Otter Lake) град је у америчкој савезној држави Мичиген.

## Демографија
По попису из 2010. године број становника је 389, што је 48 (-11,0%) становника мање него 2000. године.
| Група             | 2000.       | 2010.       |
| Белци             | 415 (95,0%) | 366 (94,1%) |
| Афроамериканци    | 0 (0,0%)    | 1 (0,3%)    |
| Азијати           | 0 (0,0%)    | 1 (0,3%)    |
| Хиспаноамериканци | 12 (2,7%)   | 7 (1,8%)    |
| Укупно            | 437         | 389         |